# Neptis taphos
Neptis taphos är en fjärilsart som beskrevs av Hans Fruhstorfer 1907. Neptis taphos ingår i släktet Neptis och familjen praktfjärilar. Inga underarter finns listade i Catalogue of Life.